# 降誕場面

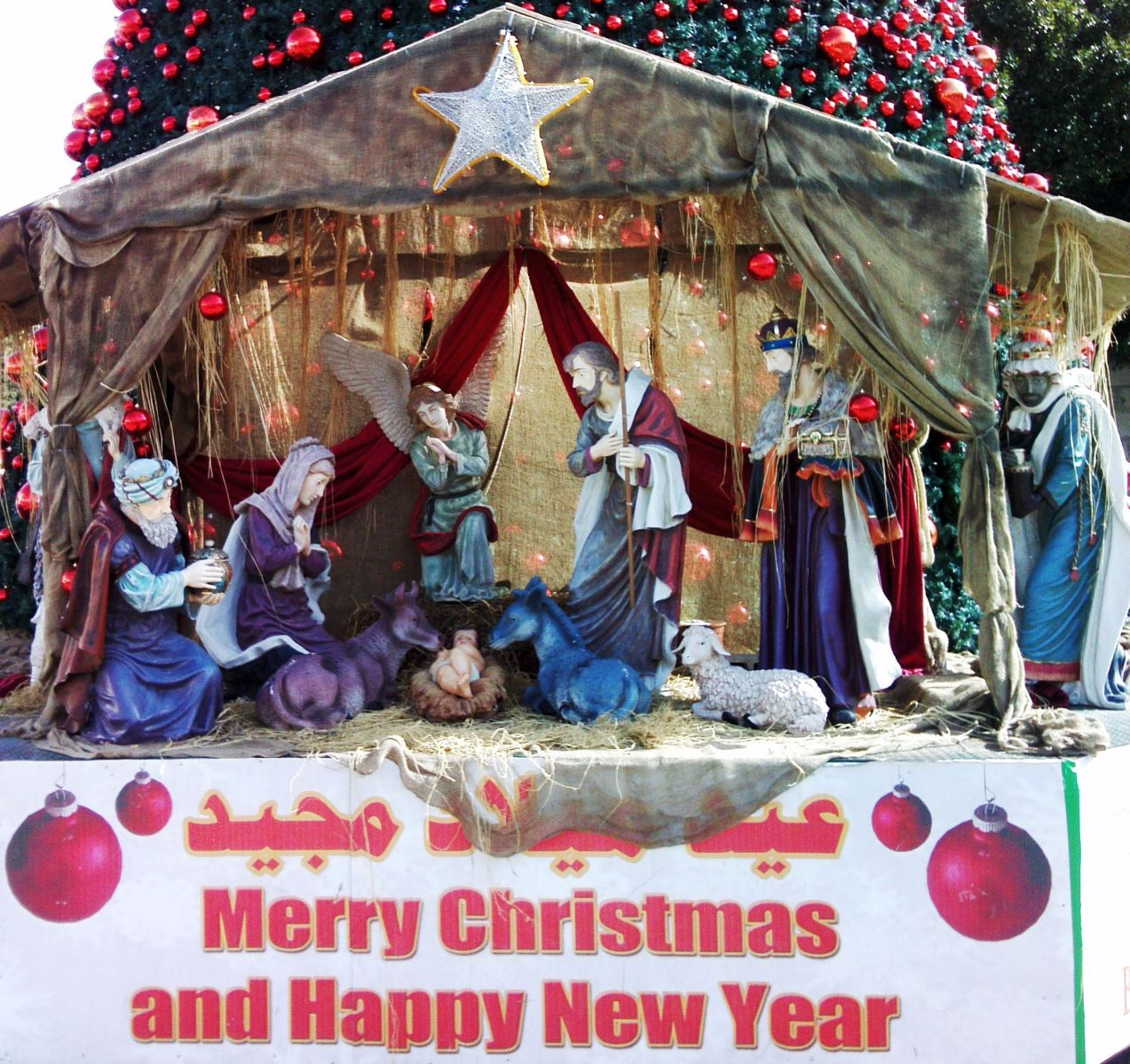
降誕場面（ベツレヘムで）

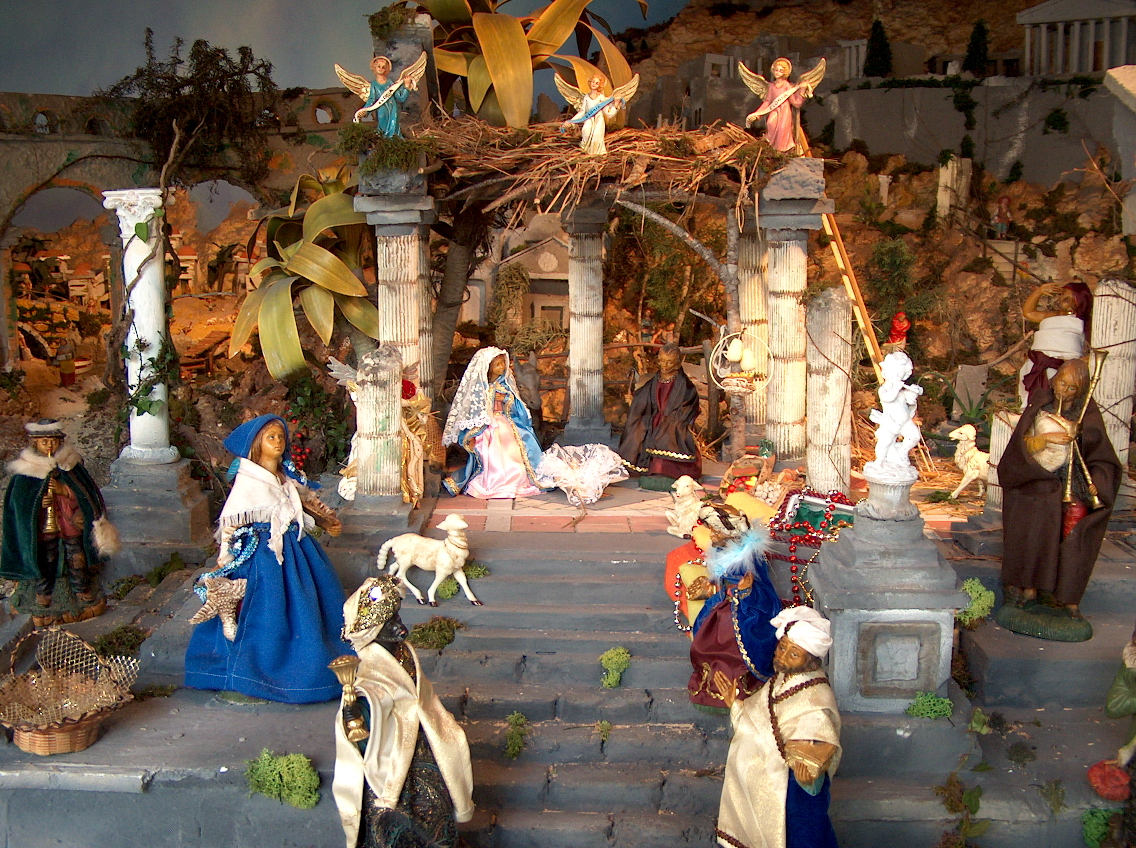
ナポリ式プレゼピオ（イタリアのマイオーリで）

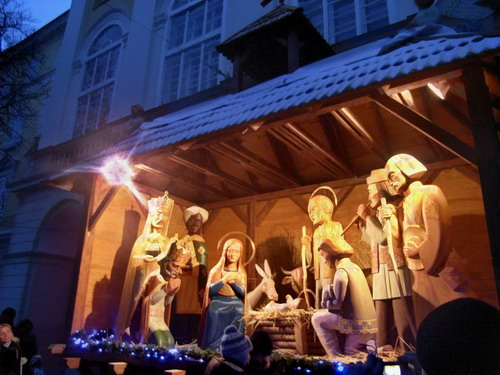
ウクライナの「ショプカ」（降誕場面）

降誕場面（こうたんばめん、英語: Nativity scene）またはクレーシュ（フランス語: Crèche）またはプレゼペ（イタリア語: Presepe）とは、キリスト教教会の外または内に設置されるイエス・キリスト降誕（誕生）の場面を表す模型の展示をいう。キリスト教聖書の新約ルカによる福音書第2章におもに書いてある場面で、イエスの母マリア、その夫のヨセフ、イエス、天使、羊飼い、東方の三博士、牛、ロバ（馬はいないことに注意）などが家畜小屋または洞窟の中に等身大または小型の人形として置かれる。
降誕場面は12月初旬の待降節（降臨節）の時期に設置されて、クリスマスにはそれまで空っぽだった飼い葉桶に生まれたばかりのかわいいイエスが置かれて、三人の博士が置かれるのは１月初旬の主の公現（顕現祭）時期近くになることもある。家庭内に置かれることもあり、現在でも「降誕（場面）セット」は広く販売されている。
降誕場面が初めて現れたのは、イタリア中部のグレッチョで1228年だったといわれている。1260年に書かれた聖フランシスコに関する本に、彼が1228年の数年前に聖地を訪れてみた光景をこの村の洞窟前に再現しようとした降誕場面について言及があり、それは人間と動物が登場する生きた降誕場面であった。
これは大変な評判を呼び、徐々にカトリックの全地域に広まり、その後にできたプロテスタント地域でも行われるようにもなり、正教会地域でも行われているのを併せて、全世界で様々な形で、教会・家庭・ショッピングセンターなどで展示される。

## 参照項目
- キリストの降誕
- クリスマスの山（Weihnachtsberg）